# Zoltán Csehi (právník)
Zoltán Csehi (* 1965, Budapešť) je maďarský právník, od roku 2021 soudce Soudního dvora Evropské unie.
Vystudoval právo v Budapešti a Heidelbergu. Působil jako advokát a vysokoškolský učitel. V letech 2016–2021 byl soudcem Tribunálu; od 7. října 2021 je soudcem soudního dvora EU.